# Christopher Chataway
Christopher John Chataway, né à Chelsea à Londres le 31 janvier 1931 et mort le 19 janvier 2014 dans la Cité de Westminster, est un athlète britannique, puis un homme politique membre du Parti conservateur.

## Biographie

### Athlétisme
Pour ses premiers jeux olympiques, il dispute l'épreuve du 5 000 mètres. Il essaye de disputer le titre en prenant la tête mais il se voit ensuite dépassé par la « locomotive tchèque » Emil Zátopek, terminant finalement 5e de l'épreuve.
Il aide ensuite Roger Bannister à devenir le premier homme à passer la barre des 4 minutes sur le mile. Puis en 1954, il obtient la médaille d'argent du 5000 mètres des Championnats d'Europe 1954 à Berne, dans le même temps que le vainqueur Vladimir Kuts. Quelques jours plus tard, il établit un record du monde du 5 000 mètres. Celui-ci, établi devant les caméras de l'Eurovision, contribuera à lui voir attribuer le titre de Personnalité sportive de l'année par la BBC.
Il met un terme à sa carrière internationale après les jeux Olympiques de 1956.

### Politique
Il utilise sa notoriété pour faire une rapide carrière dans le monde des médias britanniques. Il rejoint tout d'abord ITN, puis peu de temps après la BBC.
Il s'oriente alors vers la politique. Il est élu au London County Council, puis député à la Chambre des communes pour la circonscription londonienne de Lewisham North en 1959, en tant que membre du Parti conservateur. Ses déclarations sont parfois en opposition avec les opinions traditionnelles de son parti. Ainsi, il milite contre une tournée de l'équipe d'Angleterre de cricket dans le pays de l'apartheid en Afrique du Sud.
Après avoir été réélu de justesse en 1964, il perd finalement son siège deux ans plus tard. Il retourne au Parlement en 1969, ayant été élu dans la circonscription de Chichester, et occupe ensuite le poste de ministre du Développement Industriel.
Après la perte des élections de 1974 par son parti, il se retire de la vie politique. Il opte alors pour une carrière dans le monde des affaires.

## Palmarès

### Jeux olympiques d'été
- Jeux Olympiques de 1952 à Helsinki,  Finlande
  - 5e du 5 000 mètres

### Championnats d'Europe d'athlétisme
- Championnats d'Europe 1954 à Berne,  Suisse
  -  Médaille d'argent

### Jeux du Commonwealth
- Jeux du Commonwealth 1954 à Vancouver,  Canada
  -  Médaille d'or du 3 mile

### Record du monde
- Record du monde du 5 000 m en 13 min 51,6 s en 1954
- Record du monde du 3 mile le 30 juillet 1955